# Madonna col Bambino e san Giovannino (Guercino Edimburgo)
La Madonna col Bambino e san Giovannino è un dipinto a olio su tela (86x110,5 cm) di Giovanni Francesco Barbieri, detto Guercino, databile al 1616 circa e conservato nella Scottish National Gallery di Edimburgo.

## Storia
Il dipinto è generalmente datato intorno al 1616, ma la cronologia resta oggetto di discussione fra gli studiosi. La storia dell'opera è ignota fino al 1830, anno in cui la Royal Institution di Edimburgo la acquistò dalla famiglia De Franchi di Genova. Nel catalogo del 1832 l’opera risulta registrata con la dicitura Purchased from the De Franchi family. Nel 1858 il dipinto fu trasferito, insieme ad altre opere, alla futura National Gallery of Scotland (o Scottish National Gallery), che sarebbe stata inaugurata due anni dopo, nel 1860. Nel 1766 l’editore londinese John Boydell pubblicò un'incisione in controparte realizzata da J.H. Mortimer, raffigurante la composizione del dipinto. L'opera era accompagnata dall'iscrizione: From the Original Picture painted by Guercino in the Collection of Mr. Reynolds. Size of the picture 2 F. 8½ by 3 F. 7 in Length.
Nonostante l'affermazione secondo cui l'incisione riprodurrebbe un originale di Guercino appartenente alla collezione di Joshua Reynolds, l'identificazione con il dipinto oggi conservato alla Scottish National Gallery resta priva di riscontri documentari anteriori al 1830, anno in cui ne è attestata per la prima volta la provenienza. Probabilmente l'incisione è stata tratta da una copia del dipinto, di dimensioni simili e non autografa, che si conserva presso Saltram House, nei pressi di Plympton, città situata nel Devon, nella collezione dei conti di Morley (oggi proprietà del National Trust). Il dipinto, evidentemente derivato dall'originale del Guercino conservato a Edimburgo, è registrato con il n. 12 nel catalogo del 1967. Considerati i rapporti stretti tra Reynolds e la famiglia Morley, è plausibile che questa versione provenga dalla collezione del pittore. Tale identificazione è confermata da un catalogo di Saltram del 1844, ma non compare in un inventario precedente del 1819.

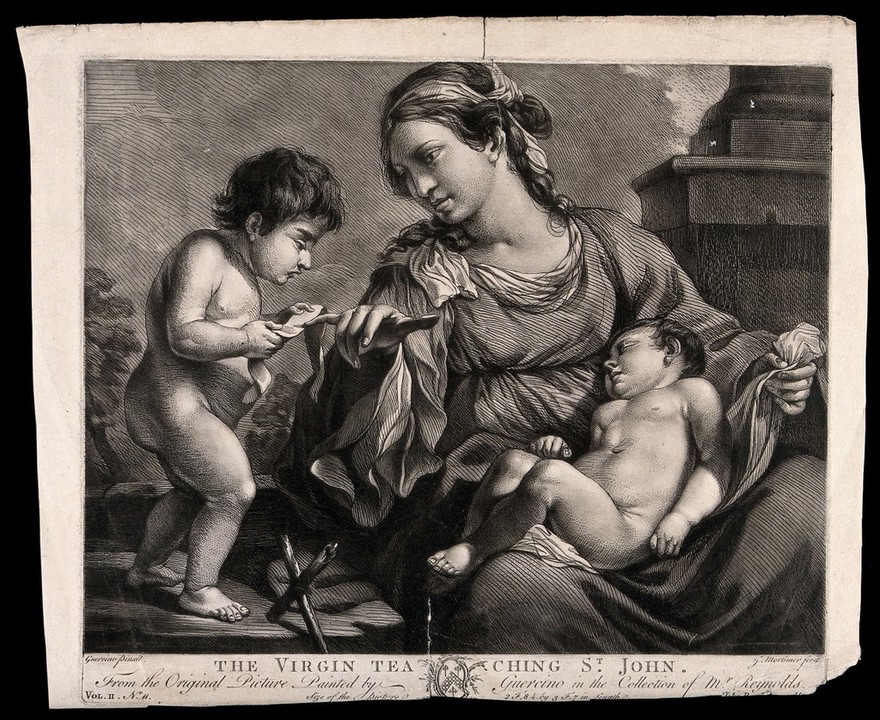
Incisione pubblicata da John Boydell nel 1766, realizzata da J.H. Mortimer da un dipinto di Guercino.

## Descrizione e stile
Denis Mahon sulla base di affinità stilistiche sia con la Madonna del passero, sia con alcuni brani della Madonna del Carmine con sant'Alberto, suggerisce una datazione a ridosso del 1615-16. L'opinione è condivisa da Luigi Salerno. Il dipinto è citato anche da Gustav Waagen. David M. Stone sottolinea il fatto che in questa tela, apparentemente semplice, emerga lo stesso controllo compositivo riscontrabile nella pala di Bruxelles (Madonna col Bambino e i santi Giuseppe, Agostino, Luigi e Francesco, 1616-1617). Sempre secondo Stone, il Guercino imposta la scena secondo una struttura ellittica organizzata attorno a un triangolo di teste e definita da diagonali parallele, che ne stabilizzano l’impianto. L’architettura sullo sfondo sinistro contribuisce a rafforzare la coerenza proporzionale dell’insieme. L’equilibrio tra costruzione geometrica e movimento si riflette anche nel trattamento del colore e della luce, che mantiene un’intensità barocca senza escludere un incipiente classicismo. Il panneggio appare più aggraziato ed espressivo rispetto alle opere immediatamente precedenti, mentre le figure, più tondeggianti e anatomicamente definite, indicano un’evoluzione dello stile verso una maggiore solidità costruttiva. Per questi motivi, Stone suggerisce una datazione attorno al 1616-1617 leggermente posteriore rispetto a Mahon e Salerno.